# Enicmus frater
Enicmus frater là một loài bọ cánh cứng trong họ Latridiidae. Loài này được Weise miêu tả khoa học năm 1972.